# 陈修良
陈修良（1907年—1998年11月6日），原名陈秀霞，又名陈逸仙、道希、陈逸、莫湮、陈纳等，女，浙江鄞县人，中华人民共和国政治人物，在向警予的介绍下加入了中共，曾担任其秘书，曾任中共上海市委组织部副部长，中共浙江省委宣传部代理部长。1947年，她在南京组织了五二〇运动。1957年10月，陈修良因批评苏联肃反过头等原因被毛泽东划为极右分子并在农场强迫劳动。

## 家庭
第一任丈夫李求实，第二任丈夫余茂怀，第三任丈夫沙文汉，女儿：沙尚之。